# Хуашань
Хуашань (кит. трад. 華山, упр. 华山, пиньинь Huàshān) — одна из пяти Священных Гор даосизма в Китае, находится в хребте Циньлин на территории провинции Шэньси, недалеко от уездного города Хуаинь (станция на железной дороге Сиань — Лоян). В 1982 году гора Хуашань была включена в опубликованную Госсоветом КНР первую партию живописных ландшафтных мест национального уровня.
Гора Хуашань сложена одним гигантским цельным гранитным массивом. Она состоит из пяти пиков:
- Северный пик (кит. упр. 北峰), высотой 1614,7 м, также называется Юньтайфэн (кит. упр. 云台峰);
- Восточный пик (кит. упр. 东峰), высотой 2099 м, также называется Чаоянфэн (кит. упр. 朝阳峰);
- Южный пик (кит. упр. 南峰), высотой 2154,9 м, также называется Лояньфэн (кит. упр. 落雁峰);
- Западный пик (кит. упр. 西峰), высотой 2082 м, также называется Ляньхуафэн (кит. упр. 莲花峰);
- Центральный пик (кит. упр. 中峰), высотой 2042 м.

Гора знаменита изысканными живописными скалами и сложным опасным подъёмом на вершину. Горная тропинка соединяет много вершин до самой высокой 2154,9 м, это уникальный горный маршрут. По дороге находятся многочисленные даосские монастыри, пагоды, храмы, ворота и мостики.
На старой китайской карте мира, где страна представлялась в форме квадрата, гора Хуашань занимала место в западном углу.

## Местоположение
Хуашань расположена возле юго-восточного угла Петли Ордос сечения реки Хуанхэ, южнее долины реки Вэйхэ, в восточной части горы Циньлин, на юге провинции Шэньси. Это часть горы Циньлин, которая делит не только Северный и Южный Шэньси, но и Китай.

## Храмы

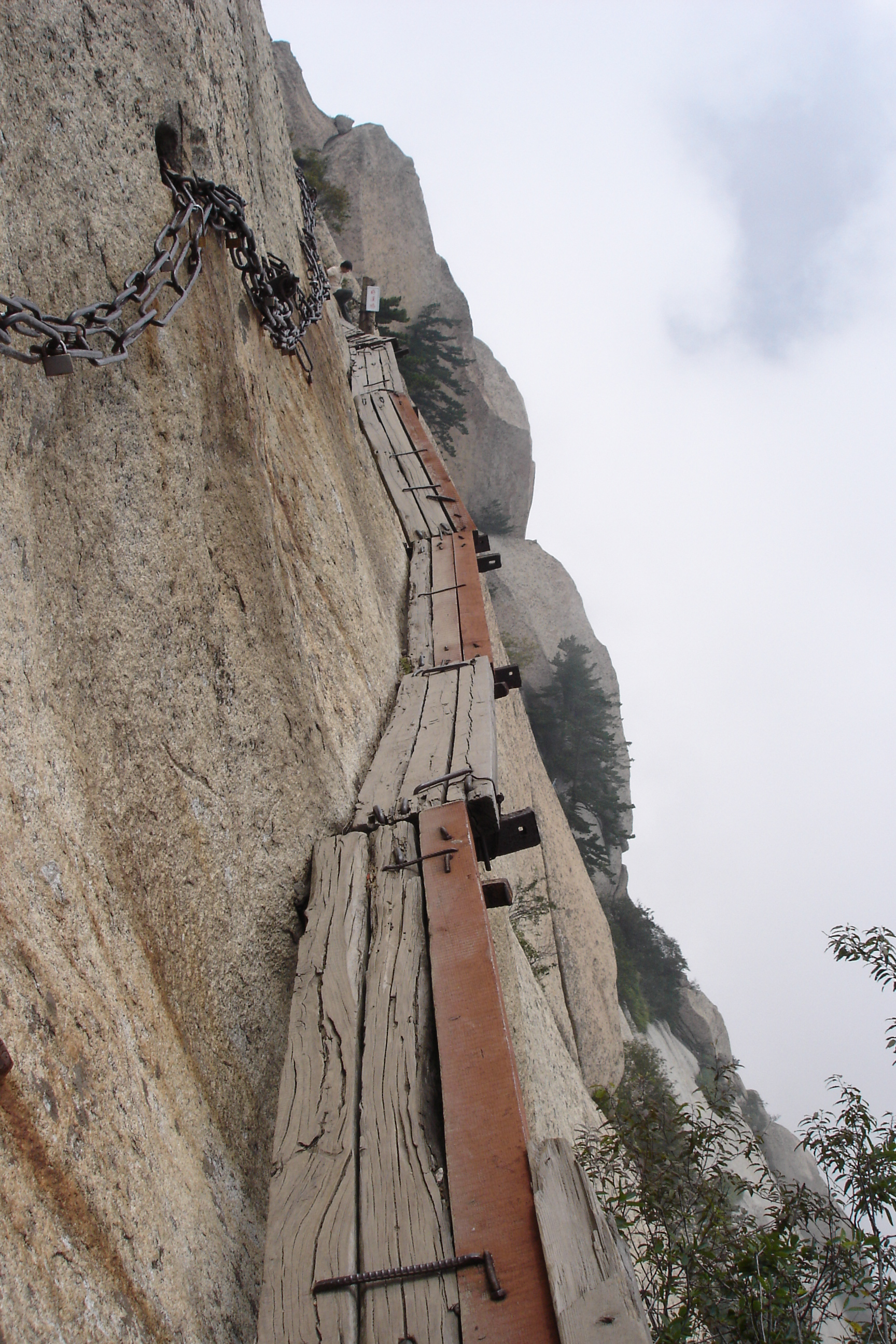
Мостик на стенках горы

На склонах и вершинах горы Хуашань расположены различные храмы и другие культовые сооружения. У подножия горы находится монастырь Нефритового источника (玉泉院), который посвящён полулегендарному даосскому святому Чэнь Туаню. Кроме того, на самой Южной вершине горы находится древний даосский храм, который в современную эпоху был превращен в чайный домик.